# Kukunnisz
Kukunnisz (hettita mku-uk-ku-un-ni-iš, normalizált alakban Kukkunniš) Vilusza királya volt az i. e. 14. században, I. Szuppiluliumasz hettita király kortársa. Egyetlen történeti említése a CTH#76 katalógusszámú Alakszandusz-szerződésben van, amelyben II. Muvatallisz emlékezteti Alakszanduszt a Szuppiluliumasz és Kukunnisz között fennálló jó kapcsolatra. Ez datálja Kukkunisz uralkodását i. e. 1322 előttre.
Viluszát a Szuppiluliumasz és Alakszandusz közötti időben említi még a Manapa-Tarhuntasz-levél is (CTH#191), de Manapa-Tarhuntasz nem nevezi nevén a viluszai királyt, így nem tudni, hogy Kukunnisz és Alakszandusz között uralkodott-e még valaki Viluszában. Mivel Alakszanduszt elég jó bizonyossággal a homéroszi Parisszal lehet azonosítani és ismert egy luvi Parijamuvasz név (Pariyamuwa), akit Priamosszal azonosítanak, feltehető, hogy igen. Azonban Kukunniszt Küknosszal azonosítják, akit Akhilleusz ölt meg, így az is feltehető, hogy Homérosz több generáció eseményeit sűrítette össze, vagy csak a nevek egybecsengéséről van szó.